# Веселовський Андрій Іванович
Андрій Іванович Веселовський (28 липня 1951, Львів) — український дипломат, Надзвичайний і Повноважний Посол України в Арабській Республіці Єгипет. Постійний Представник України в ЄС у 2008–2010. Генеральний консул України в Торонто (Канада). Завідувач Центру міжнародних досліджень.

## Життєпис
Народився 28 липня 1951 у Львові. У 1974 закінчив Київський державний університет ім. Т.Шевченка, референт-перекладач з англійської, французької, російської мов. Закінчив Дипломатичну академію МЗС СРСР (1989). Володіє іноземними мовами: російська, англійська, французька.
З 1974 по 1975 — старший лаборант підготовчого факультету Київського інженерно-будівельного інституту.
З 1975 по 1977 — редактор, старший редактор, оглядач випускової редакції для прогресивних українських закордонних газет Радіотелеграфного агентства України при РМ УРСР (РАТАУ).
З 1978 — член Спілки журналістів України.
З 1977 по 1983 — редактор, старший редактор відділу преси та інформації Товариства культурних зв'язків з українцями за кордоном.
З 1983 по 1986 — перекладач французької мови в Алжирі.
З 1986 по 1992 — 2-й секретар, 1-й секретар, радник відділу інформації МЗС України.
З 1992 по 1996 — радник-посланник Посольства України в Канаді.
З 07.1996 — заступник начальника Управління політичного аналізу та планування.
З 08.1997 — в.о. начальника Управління політичного аналізу та планування.
З 01.1998 по 01.2001 — начальник Управління політичного аналізу та планування, член колегії МЗС України.
З 01.2001 по 05.08.2005 — Надзвичайний і Повноважний Посол України в Арабській Республіці Єгипет.
З 03.2002 по 10.2003 — Надзвичайний і Повноважний Посол України в Республіці Кенія за сумісництвом.
З 04.2002 по 05.08.2005 — Надзвичайний і Повноважний Посол України в Республіці Судан за сумісництвом.
З 27 грудня 2005 по 19 березня 2008 — Заступник Міністра закордонних справ України.
З 17.03.2008 по 12.05.2010 — Постійний Представник України в ЄС.
З 2015 року — помічник-консультант народного депутата України Ганни Гопко.
Генеральний консул України в Торонто (Канада).
Завідувач Центру міжнародних досліджень.

## Дипломатичний ранг
- Надзвичайний та Повноважний Посол.[10]

## Наукова діяльність
Є автором більш як 100 статей, декількох брошур.